# Arne Erkers
Nils Arne Erkers, född 1917 i Leksand i Dalarna, död 2010 i Karlshamn i Blekinge, var en svensk formgivare och silversmed. 
Arne Erkers växte upp i Leksand och flyttade vid 24 års ålder till Stockholm. Han utbildade sig på kvällskurser på Tekniska skolan i Stockholm 1942–1949 och på ett stipendium från den franska staten på École nationale supérieure des arts décoratifs i Paris i Frankrike 1949–1950. Han arbetade parallellt med sina studier 1943–1949 som silversmed och konstnärlig medarbetare till Sven Arne Gillgren på Guldsmedsaktiebolaget (GAB) och 1950–1954 på hos silversmeden Just Andersen i Köpenhamn.
Han började frilansa 1955 på det egna företaget Erkers Design Studio för bland annat Kockums Jernverks AB i Kallinge under tjugo års tid. Där införde han modern form. Han är representerad på Nationalmuseum i Stockholm med en kastrull med lock, vilken också belönades med en silvermedalj vid Milanotriennalen 1957.
För Jönköpings vacuumindustri formgav han en TV-kanna, som fick stor spridning i slutet av 1950-talet.